# Zatrephes griseorufa
Zatrephes griseorufa är en fjärilsart som beskrevs av Rothschild 1909. Zatrephes griseorufa ingår i släktet Zatrephes och familjen björnspinnare. Inga underarter finns listade i Catalogue of Life.